# Charles Wolfe
Pour les articles homonymes, voir Wolfe.
Cet article possède un paronyme, voir Charles Wolf (homonymie).
Charles Wolfe (1791 - 1823) était un poète irlandais. Après des études au Trinity College de Dublin entre 1809 et 1814, il a été ordonné prêtre de l'Église d'Irlande en 1817. Il est resté célèbre pour son poème L'enterrement de Sir John Moore après La Corogne (The Burial of Sir John Moore after Corunna), écrit en 1816 et inclus dans de nombreuses anthologies au XIXe siècle et au début du XXe siècle. Il est enterré au "Old Church cemetery" de Cobh.

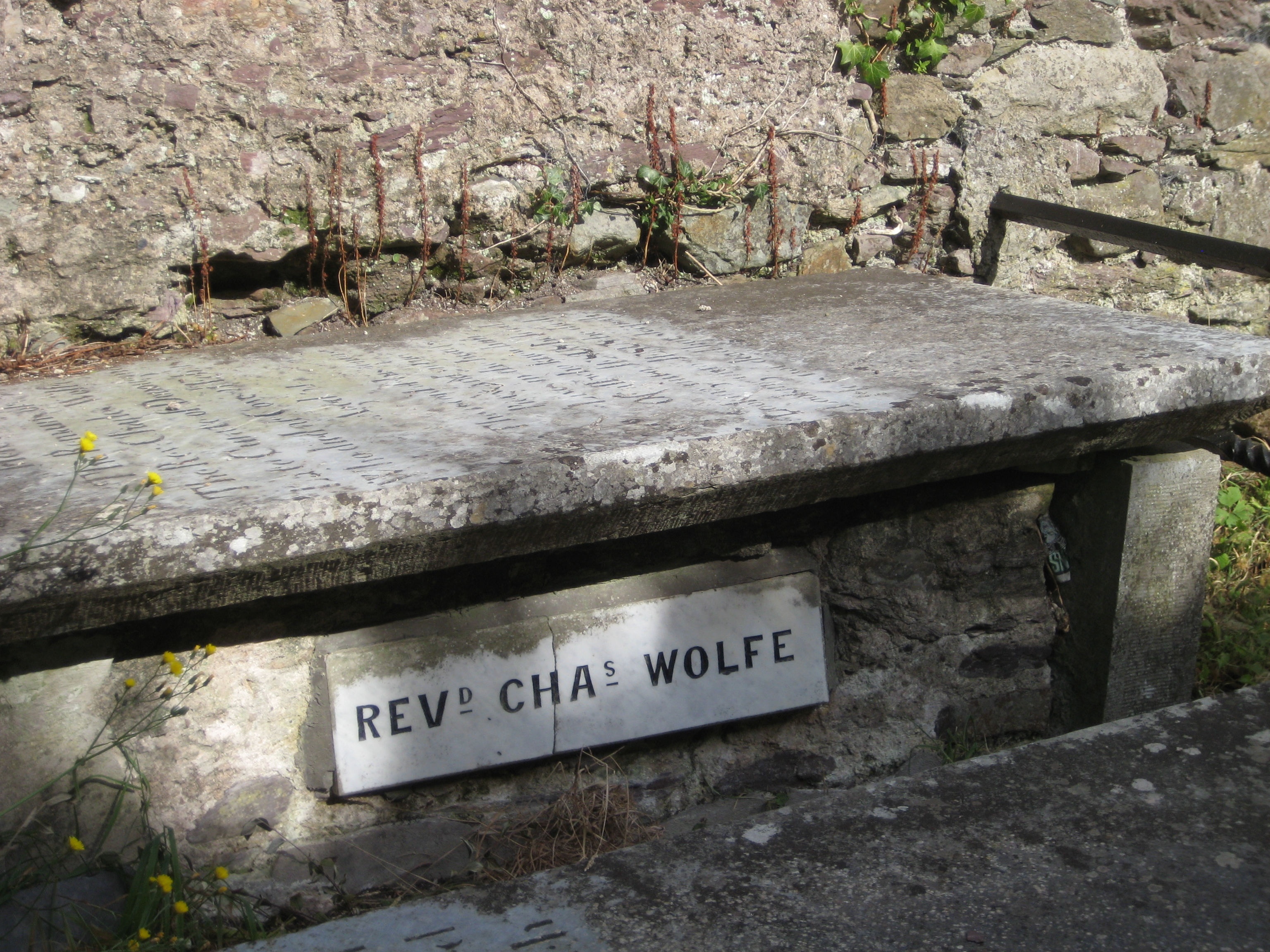
Tombe de Charles Wolfe dans le Old Church Cemetery de Cobh.